# Ретиношизис
Ретиношизис — глазное заболевание, характеризующееся аномальным расщеплением нейросенсорных слоев сетчатки, как правило, в наружном плексиформном слое. Наиболее распространенные формы являются бессимптомными, некоторые редкие формы приводят к потере зрения в соответствующем поле.

## Классификация
- Наследственный
  - X-хромосомный ретиношизис несовершеннолетних
  - Семейный фовеальный ретиношизис

- Тракциональный

- Экссудативный
  - Вторичный к ямке оптического диска

- Дегенеративный
  - Типичный
  - Сетчатый

### Дегенеративный ретиношизис
Этот тип ретиношизиса широко распространён у 7% среднестатистических людей. Этиология неизвестна. Его можно легко спутать с отслоением сетчатки неспециалисту-наблюдателю и в сложных случаях даже у специалиста могут быть затруднения с их дифференциацией. Такая дифференциация имеет важное значение, так как отслоение сетчатки почти всегда требует лечения, а ретиношизис сам по себе не требует лечения и редко приводит к отслоению сетчатки (и, следовательно, потере зрения). Пытаются лечить случаи неосложненного ретиношизиса обработкой лазерной ретинопексией или криопексией в попытке остановить его прогрессирование в сторону макулы. Такие процедуры не только неэффективны, но несут риск ненужных осложнений. Нет задокументированного в литературе случая самого дегенеративного ретиношизиса (кроме случайной ситуации с отслоением сетчатки, осложняющей ретиношизис), в котором расщепление сетчатки прогрессировало бы через ямки. Не существует клинических утилит для дифференциации между типичным и ретикулярным ретиношизисом. Неизвестно, является ли дегенеративный ретиношизис генетически наследственным заболеванием. Всегда существует потеря зрения в области расщепления, так как сенсорная часть сетчатки отделена от ганглийного слоя. Но, поскольку потеря на периферии, это проходит незамеченным. Расщепление в макулярной области, где ретинопексия может использоваться должным образом, очень редко.

### Наследственный ретиношизис
Считается, что эта форма ретиношизиса случается гораздо реже и затрагивает одного из 5000 — 25 000 лиц, в первую очередь молодых мужчин. Schisis происходит от греческого слова σχίσις («схисис»), означающего «расщепление», и означает отщепление слоёв сетчатки друг от друга. Тем не менее, schisis является лишь фрагментом слова, поэтому следует использовать термин ретиношизис при описании расщепления сетчатки или же термин иридошизис при расщеплении радужной оболочки. Если ретиношизис затрагивает макулу, то теряется центральная площадь с высоким разрешением зрения, используемая для просмотра деталей, и это одна из форм макулярной болезни. Иногда это называют дегенерацией, что неправильно, так как термин «дегенерация желтого пятна» означает возрастную макулярную дегенерацию.
Ретиношизис может быть вызван генетическим дефектом Х-хромосомы, влияющим на зрение людей, которые наследуют заболевание от их здоровых матерей-носителей. Генетическая форма этого заболевания обычно начинается в детстве и называется Х-хромосомным ретиношизисом несовершеннолетних (XLR), или врожденным ретиношизисом. Пострадавшие мужчины, как правило, определяются в начальной школе, но иногда идентифицируются, будучи маленькими детьми.
Полную слепоту ретиношизис вызывает очень редко, но у некоторых больных ухудшается способность читать, так что они могут быть признаны слепыми. Острота зрения может снизиться до значения менее чем 20/200 в обоих глазах. Лица, пострадавшие от XLRs, находятся в группе повышенного риска отслоения сетчатки и кровоизлияния в глаз, а также других потенциальных осложнений.
Ретиношизис приводит к потере зрения в центре зрительного поля через формирование крошечных кист в сетчатке, часто образуя модель «спицы колеса», которая может быть очень тонкой[прояснить]. Кисты, как правило, может обнаружить только квалифицированный врач. В некоторых случаях очки не помогут в улучшении зрения, поскольку сама нервная ткань повреждена этими кистами.
Национальный институт глаз (NEI) Национального института здоровья (NIH) в настоящее время проводит клинические и генетические исследования с Х-хромосомным ретиношизисом несовершеннолетних. Это исследование в настоящее время набирает пациентов. Лучшее понимание того, почему и как развивается XLR, может привести к улучшению лечения. Мужчины с диагнозом Х-хромосомным ретиношизисом несовершеннолетних и женщины, которые подозреваются как носители могут участвовать в этом. В дополнение к предоставлению медицинской истории и представлению медицинских записей, участники должны сдать кровь в NEI для выполнения генетического анализа. Это совершенно бесплатное исследование.

### Тракциональный ретиношизис
Этот вид может присутствовать в условиях, вызывающих тракцию в сетчатке, особенно в макуле. Это может произойти в случаях: а) синдрома витреомакулярной тракции; б) пролиферативной диабетической ретинопатии с витреоретинальной тракцией; в) атипичных случаях предшествующего макулярного отверстия.

### Экссудативный ретиношизис
Ретиношизис с участием центральной части сетчатки, вторичный к ямке оптического диска, ошибочно принимался за серозное отслоение сетчатки, пока правильно не был описан Lincoff, как ретиношизис. Значительная потеря зрения может произойти и после периода наблюдения за спонтанной ремиссией; лечение временной околососковой лазерной коагуляцией, затем витроэктомией и инъекцией газа с последующим лежанием пациента лицом вниз является очень эффективным лечением этого заболевания.